# Gandouch
En médecine ayurvédique, le gandouch est un bain de bouche à l'huile végétale, pratiqué traditionnellement chaque matin, au lever, pendant 5 à 20 minutes, bouche fermée, après avoir raclé la langue pour éliminer les sécrétions[Quoi ?] du système digestif et les impuretés[Quoi ?] déposées[Par qui ?] pendant la nuit.
Quelques articles de presse font état d'améliorations sur l'acné, l’eczéma, la mauvaise haleine, la sinusite, le blanchiment des dents (notamment avec l'huile de coco), les aphtes et caries.
Les études scientifiques sur cette technique sont rares. Une étude de 2014 concluait que « Les effets du gandouch sur la santé en général et sur quelque indication spécifique que ce soit relèvent de la pseudoscience. » Une revue systématique de 2016 examinant les conclusions de 26 études portant sur un total de 160 individus indique que 2 de ces 26 études concluent qu'il n'y a pas de différence statistiquement  significative entre les effets du gandouch et ceux de bains de bouche à la chlorhexidine sur la plaque dentaire, et que 3 de ces 26 études concluent de même concernant les effets sur la gingivite, mais les études sont peu nombreuses et de faible qualité.